# Opačac (arheološko nalazište)
Opačac, arheološko nalazište u Prološcu Donjem, zaštićeno kulturno dobro

## Opis dobra
Vrijeme nastanka: 5. do 18. stoljeće. Arheološko nalazište "Opačac" nalazi se u plodnom Imotskom polju, kraj istoimenog izvora rijelke Vrljike, u Prološcu. Riječ je o višeslojnom nalazištu s ostacima antičke arhitekture, kasnoantičke utvrde, te srednjovjekovnog samostana s crkvom sv. Marije i grobljem. Dio nalazišta je arheološki istražen, a crkva je jednim dijelom građevinski sanirana i zakrovljena.

## Zaštita
Pod oznakom Z-3846 zaveden je kao nepokretno kulturno dobro - pojedinačno, pravna statusa zaštićena kulturnog dobra, klasificirano kao "arheološka baština".